# Ryoko (プロレスラー)
Ryoko（リョーコ、1982年8月17日 - ）は、KAIENTAI DOJOに所属していた女子プロレスラー。東京都渋谷区出身。身長160cm、体重47kg。血液型B型。本名は非公開である。

## 経歴
2001年12月20日プエルトリコでの対、境摩夜戦にてデビュー。世界一クールなユニット「Nudy Rave」の紅一点として活躍し、Fカップの超巨乳で人気を集めた。新日本プロレスにも乗り込むなど活躍を見せたが、2003年8月21日のヤス・ウラノとのタッグ戦以降その姿を見せていない。お船と同一人物であるという説もあるが、真相は不明。

## 得意技
- 各種DDT

## 入場テーマ曲
- 「Super Dance（Nudy Rave Mix）」（HAYASHI）

## テレビ出演
- THIS IS KAIENTAI DOJO（GAORA）